# Султанпур (национальный парк)
Султанпур (англ. Sultanpur National Park, хинди सुल्तानपुर राष्ट्रीय अभ्यारण्य) — национальный парк в индийском штате Харьяна. Расположен на территории округа Гургаон, в 15 км от города Гургаон и в 47 км от Дели. В 1972 году на данной территории был создан птичий заповедник, а в 1989 году Султанпур получил статус национального парка. Площадь территории составляет 1,43 км².

## Фауна
Среди обитателей парка можно отметить такие виды птиц как: удод, азиатская нектарница, индийский баклан, обыкновенная колпица, серый турач, бенгальская сизоворонка, пестроносая кряква и многие другие. Кроме того, каждый год в парк прилетает множество видов перелётных птиц. Среди них можно отметить стерха, обыкновенного фламинго, турухтана, чирка-свистунка, большого улита, белую трясогузку и др. Из млекопитающих в парке водятся нильгау.